# Odruch źreniczny neurotoniczny Piltza
Odruch źreniczny neurotoniczny Piltza – odruch polegający na rozszerzeniu zwężonej sztywnej źrenicy przy nastawianiu i ruchu zbieżnym.